# Liste der Landdroste des Herzogtums Westfalen
Die Liste der Landdroste des Herzogtums Westfalen führt die Landdrosten des Herzogtums Westfalen von 1482 bis 1803.
| Name                                                                | geboren/gestorben                                                  | Amtszeit           | Bild | Hinweis                                                                          |
| ------------------------------------------------------------------- | ------------------------------------------------------------------ | ------------------ | ---- | -------------------------------------------------------------------------------- |
| Goswin von Ketteler                                                 |                                                                    | 1473 bis 1475      |      |                                                                                  |
| Theodor von Laer                                                    |                                                                    | 1480 bis 1489      |      |                                                                                  |
| Philipp von Hörde                                                   | * 1455, † 28. Juni 1510                                            | 1489 bis 1496      |      |                                                                                  |
| Jaspar von Oer, auch Caspar                                         | † nach 1518                                                        | 1496 bis etwa 1510 |      |                                                                                  |
| Johann von Böckenförde, genannt Schüngel                            | * um 1460, † 1545                                                  | 1510 bis 1531 ?    |      |                                                                                  |
| Johann Quad                                                         |                                                                    | 1531 bis 1540 ?    |      |                                                                                  |
| Bernard oder Gerhard von Nassau                                     | * um 1479/1485 in Liebenscheid † 10. Mai 1556 ebenda               |                    |      | Amtszeit umstritten                                                              |
| Henning von Böckenförde genannt Schüngel                            |                                                                    | etwa 1541 bis 1561 |      |                                                                                  |
| Eberhard Graf zu Solms-Lich                                         | * 11. Februar 1530 † 30. Juni 1600 in Hirschberg                   | 1561 bis 1600      |      |                                                                                  |
| unbesetzt                                                           |                                                                    | 1600 bis 1613      |      | in dieser Zeit residierte der Landesherr, Kurfürst Ernst von Bayern, in Arnsberg |
| Kaspar von Fürstenberg                                              | * 11. November 1545 auf Burg Waterlappe † 5. März 1618 in Arnsberg | 1613 bis 1618      |      |                                                                                  |
| Wilhelm von Bayern, Herr zu Höllinghoven, Sohn des Kurfürsten Ernst | † 10. Februar 1657 auf Schloss Höllinghofen                        | 1618 bis 1624      |      |                                                                                  |
| Friedrich von Fürstenberg                                           | * 1. März 1576 auf Burg Bilstein † 9. August 1646                  | 1624 bis 1646      |      |                                                                                  |
| Daniel Dietrich von Landsberg zu Erwitte                            | * um 1615/18 † 15. November 1683 in Arnsberg                       | 1649 bis 1683      |      |                                                                                  |
| Ferdinand von Wrede zu Melschede                                    | * 1619; † 1685                                                     | 1683 bis 1685      |      |                                                                                  |
| Georg Ernst von Böckenförde gen. Schüngel zu Echthausen             |                                                                    | 1685 bis 1719      |      |                                                                                  |
| Kaspar Ferdinand von Droste zu Erwitte                              |                                                                    | 1719 bis 1728      |      |                                                                                  |
| Ernst Dietrich Anton von Droste zu Füchten                          | * 1681 † 1. September 1731 auf Haus Füchten                        | 1728 bis 1731      |      |                                                                                  |
| Engelbert Dietrich Ludwig von Droste zu Erwitte                     | * 23. Juli 1725 † 9. Juli 1769                                     | 1731 bis 1758      |      |                                                                                  |
| Theodor Hermann von Spiegel zum Desenberg-Kanstein                  | * 6. Dezember 1712 † 11. Mai 1779                                  | 1758 bis 1779      |      |                                                                                  |
| Franz Wilhelm von Spiegel                                           | * 30. Januar 1752 auf Schloss Canstein † 6. August 1815 ebenda     | 1779 bis 1786      |      |                                                                                  |
| Clemens August Freiherr von Weichs zur Wenne                        | * 1736 † 1815                                                      | 1786 bis 1803      |      |                                                                                  |